# Ville Peltonen
Ville Peltonen (Vantaa, Finlàndia 1973) és un jugador d'hoquei sobre gel finlandès, guanyador de quatre medalles olímpiques.
Va néixer el 24 de maig de 1973 a la ciutat de Vantaa, població situada prop de Hèlsinki. És fill del també jugador d'hoquei Esa Peltonen.

## Carrera esportiva
Inicià la seva pràctica esportiva en el seu país, si bé el 1995 es traslladà als Estats Units per jugar amb els Florida Panthers, els Nashville Predators i els San Jose Sharks. El 2009 es traslladà a Belarús per jugar en el HC Dinamo Minsk.
Amb 20 anys va participar en els Jocs Olímpics d'Hivern de 1994 realitzats a Lillehammer (Noruega), on aconseguí guanyar la medalla de bronze, metall que repetí en els Jocs Olímpics d'Hivern de 1998 realitzats a Nagano (Japó). No participà en els Jocs Olímpics d'Hivern de 2002 realitzats a Salt Lake City (Estats Units) i en els Jocs Olímpics d'Hivern de 2006 realitzats a Torí (Itàlia) aconseguí guanyar la medalla de plata, perdent la final olímpica davant de Suècia. En els Jocs Olímpics d'Hivern de 2010 realitzats a Vancouver (Canadà) aconseguí una nova medalla de bronze.
Al llarg de la seva carrera ha guanyat vuit medalles en el Campionat del Món d'hoquei gel masculí, destacant una medalla d'or aconseguida el 1995.